# Deepwater Horizon
Deepwater Horizon fue una plataforma petrolífera semisumergible de posicionamiento rápido de aguas ultra-profundas construida en 2001 y situada en el golfo de México, compartido por Estados Unidos, Cuba y México. Se hundió el 22 de abril de 2010 como resultado de una explosión que había tenido lugar dos días antes, provocando el vertido de petróleo más importante de la historia, estimado en 779 000 toneladas de petróleo crudo. 
Los segundos daños afectaron a las marismas de la desembocadura y el delta del Misisipi, extendiéndose al área de Luisiana y otros sectores de Florida y Cuba. 
El propósito de la torre Deepwater Horizon era perforar pozos petrolíferos en el subsuelo marino, trasladándose de un lugar a otro conforme se requiriera. Una vez que se terminaba de perforar, la extracción era realizada por otro equipo. Deepwater Horizon era propiedad de Transocean y había sido arrendada a BP hasta septiembre de 2013. En septiembre de 2009 perforó el pozo petrolero más profundo de la historia. 
Como resultado del accidente, once miembros del personal perdieron la vida. 
Junto con el hundimiento de la plataforma Petrobras 36 en 2001 con el mismo número de  muertos, ha sido la peor tragedia en una plataforma petrolífera en el océano atlántico desde la explosión de la plataforma británica Piper Alpha en 1988, que provocó 167 muertos.

## Descripción

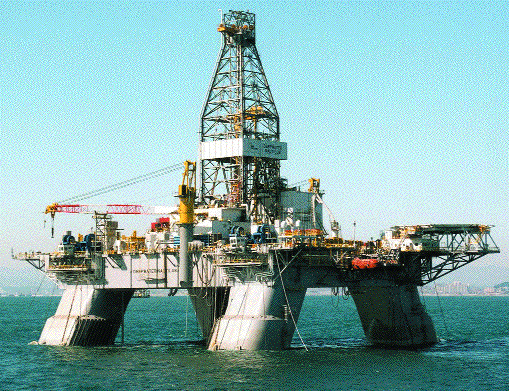
Una plataforma petrolífera de la clase RBS-8, similar a la accidentada.

Deepwater Horizon fue una torre petrolífera de diseño RBS-8D de quinta generación, semisumergible, de posicionamiento dinámico y de aguas ultraprofundas, cuyos taladros perforaban el lecho marino mientras que otro tipo de torres y plataformas son utilizadas para extraer petróleo de pozos ya taladrados. La torre tenía 121 m de largo por 78 m de ancho y, de acuerdo a las declaraciones de Billy Nungesser, presidente de la parroquia de Plaquemines, Luisiana, era una de las torres de perforación más grandes de aguas profundas. Podía operar en aguas de hasta 2400 m de profundidad y tenía una profundidad máxima de perforación de 9100 m. La torre podía alojar una tripulación de hasta 130 miembros.
La plataforma podía ser remolcada hasta la posición de perforación, donde tanques en sus pontones y columnas eran lastrados.

## Historia
Diseñada originalmente para R&B Falcon, Deepwater Horizon fue construida por Hyundai Heavy Industries en Ulsan, Corea del Sur. Su construcción comenzó después de la compra de R&B Falcon por Transocean. Fue la segunda torre petrolífera construida de una clase de dos, aunque la Deepwater Nautilus, su predecesora, no tenía posicionamiento dinámico. Después de arribar al golfo de México, Deepwater Horizon fue utilizada bajo contrato por BP Exploration. Su trabajo incluía la perforación de pozos petrolíferos en los yacimientos Atlantis y Thunder Horse, un descubrimiento del año 2006 en el yacimiento Kaskida, y en el yacimiento Tíber en el 2009. El 2 de septiembre de 2009, Deepwater Horizon perforó en el yacimiento Tíber, el depósito de petróleo y gas más profundo hasta el momento, con una profundidad vertical de 10 685 m y una profundidad medida de 10 685 m, de los cuales 1259 m eran agua.
En 2002, la plataforma fue actualizada con «e-drill», un sistema de monitoreo de perforación con el que técnicos en Houston, Texas, recibían información en tiempo real del proceso de perforación de la torre, así como información sobre mantenimiento e informes de errores.
Antes del accidente, Deepwater Horizon trabajaba en el cañón Misisipi, en el bloque 252 de BP, conocido con el nombre de prospecto Macondo. La torre se encontraba a 80 km de la costa sureste de Luisiana.
En octubre de 2009, BP extendió el contrato por tres años más, los cuales se contarían a partir de septiembre de 2010. Se estima que el contrato de arrendamiento representaba la cantidad de US$544 millones, $496 800 dólares al día.

## Explosión y hundimiento de laDeepwater Horizon
El 20 de abril de 2010, la plataforma que perforaba el pozo de petróleo «Macondo», otorgado a BP y cuya prospección subcontrató a la firma Deepwater Horizon, explotó, muriendo once personas y, posteriormente, se hundió derramando unos 4,9 millones de barriles de petróleo (210 millones de galones estadounidenses; 780 millones de litros) en las aguas del golfo de México.
El vertido de crudo en el golfo de México ha sido, hasta la fecha, el mayor de la historia de entre los acaecidos accidentalmente.

### Explosión
El fuego al interior de la Deepwater Horizon comenzó a las 9:56 p. m. CST, del 20 de abril. Al momento, se encontraban a bordo 126 tripulantes: 7 empleados de BP, 79 de Transocean, y empleados de otras compañías; entre ellas Anadarko, Halliburton, y M-I Swaco.
Los empleados de Transocean reportaron que la iluminación eléctrica parpadeó, seguida de dos fuertes vibraciones. El radio operador Jim Ingram declaró «en la segunda patada, sabíamos que algo estaba mal». Después de la explosión, el sobreviviente Adam Rose mencionó que se había acumulado una presión anormal dentro del elevador marino, y a medida que subía «se expandió rápidamente e hizo ignición». De acuerdo a una investigación interna de BP, una burbuja de gas metano escapó del pozo y se disparó hacia la columna de perforación, expandiéndose rápidamente a medida que reventaba varios sellos y barreras antes de explotar. Rose mencionó que el evento fue básicamente una explosión incontrolada de petróleo crudo. Los sobrevivientes describieron el incidente como una explosión repentina que les dio menos de cinco minutos para escapar cuando se disparó la alarma.
La explosión fue seguida por un incendio que envolvió la plataforma. Después de quemarse por más de un día, la Deepwater Horizon se hundió el 22 de abril. La Guardia Costera declaró el 22 de abril que recibieron informes del hundimiento a aproximadamente las 10:21 a. m.
El 8 de septiembre, BP publicó un informe donde sugerían que el origen de la ignición fue por gas liberado que entraba en las tomas de aire de los generadores diésel, y envolvía el área de la cubierta donde las salidas de escape de los generadores principales emitían gases calientes.

## Derrame de petróleo desde el fondo marino
El incontrolado derrame de petróleo (mezclado con una pequeña parte de metano), provocado por la dificultad de sellar varias fugas en las tuberías del fondo marino, amenazó el hábitat de cientos de especies marinas y de aves.
Las cifras del derrame son dispares, dependiendo de las fuentes estarían entre 680 y 11 600 toneladas diarias (1 barril de crudo estadounidense tiene 158 litros y su peso está entre los 119 y 151 kg). Desde el inicio del derrame hasta el 15 de junio de 2010 (55 días), las cifras del derrame acumuladas alcanzarían las 228 000 toneladas. Si la fuga continúa con cifras tan negativas (alrededor de 60 000 barriles diarios, más de 9,5 millones de litros diarios), podría convertirse en uno de los mayores derrames de petróleo siendo al menos seis veces mayor al del Exxon Valdez.
Varios intentos de sellar el escape del pozo que producía el derrame fracasaron (campana de hierro e inyección de lodo pesado y cemento), el último, mediante inyección de lodo y cemento o top kill, el 27 de mayo de 2010. El 13 de julio de 2010, British Petroleum colocó una nueva campana con la pretensión de acabar con la fuga incontrolada, cerrando las válvulas progresivamente, para detener el escape, pero se necesitaba canalizar el petróleo a barcos en la superficie.

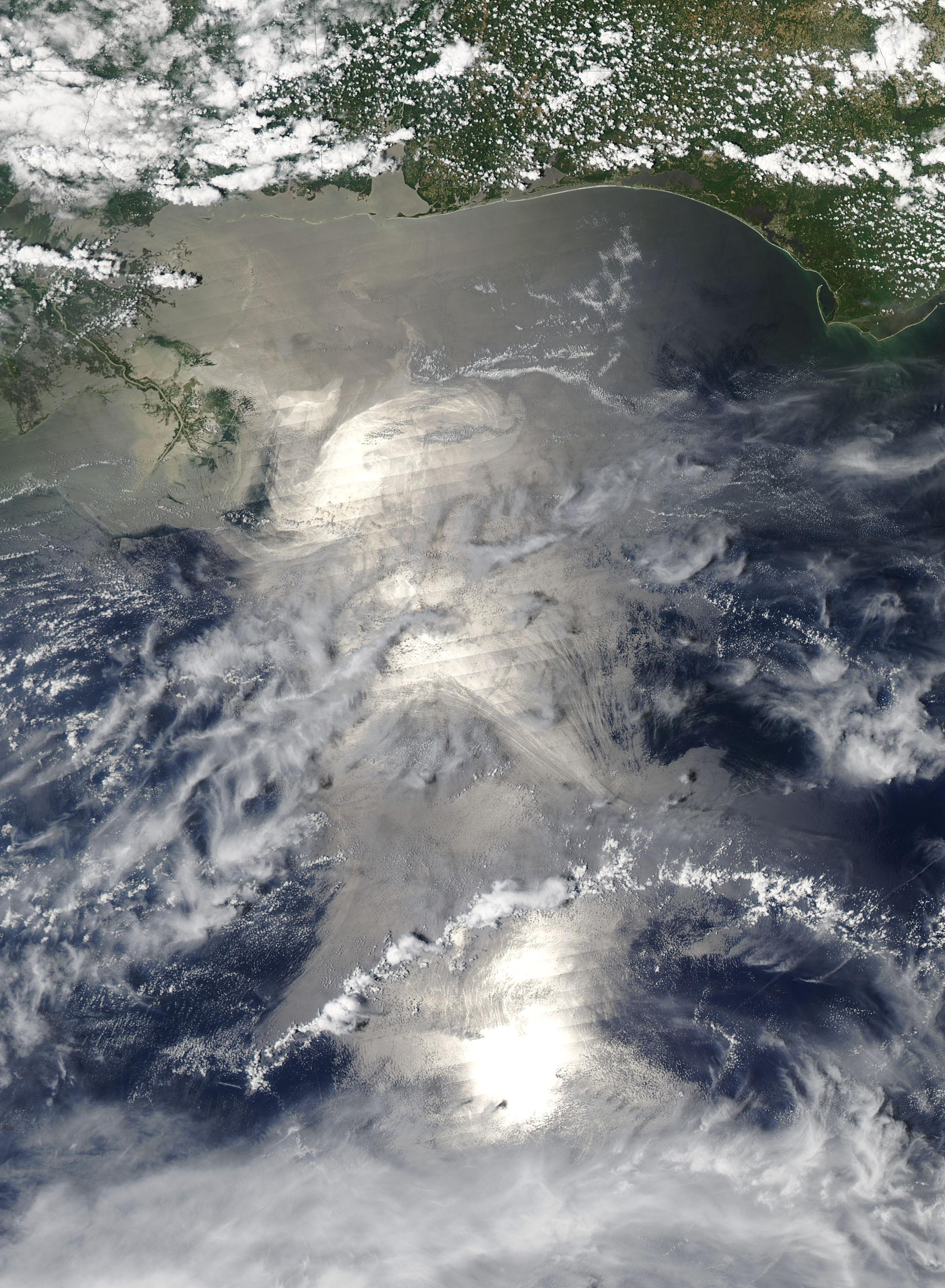
Vertido de petróleo en el golfo de México.

Para el 15 de julio de 2010 las estimaciones de cifras del derrame podrían alcanzar desde un mínimo de 298 000 toneladas hasta las máximas, de unas 594 000 toneladas (de 3 300 000 a 5 200 000 barriles). El 15 de julio de 2010, British Petroleum asegura que aunque la nueva campana tuvo éxito, eso no significa que la fuga se vaya a detener de manera definitiva.
Según datos de los Estados Unidos, el pozo de BP vertió 780 millones de litros. Según la investigación de la revista Science, el volumen final de crudo vertido al golfo asciende a unos 700 millones de litros, con un margen de error del 20 %, es decir, unos 8,9 millones de litros al día.

## Daños ambientales
Debido a la posición de la plataforma en el golfo de México, territorio compartido por Estados Unidos, Cuba y México, se especuló que el daño podía extenderse por una zona extremadamente amplia.
Los primeros impactos del derrame se localizaron en las marismas de la desembocadura y el delta del Misisipi, con la aparición de tortugas, delfines y varias especies de aves marinas muertas o atontadas. Los perjuicios al negocio de la pesca y el camarón en el área de Luisiana se estimaron en cifras millonarias. Los frágiles ecosistemas de pantanos, con una variada población animal y vegetal, se vieron perjudicados; especies como el manatí, fueron las más afectadas.
Los daños previstos al sector turístico de playas de Florida y Cuba fueron también considerables. El presidente estadounidense Barack Obama en 2010 comparó el incidente a los atentados del 11 de septiembre de 2001. Unos años después, cualquier impacto al turismo era imperceptible.
La Agencia de Protección Ambiental de los Estados Unidos (EPA) determinó que los productos químicos dispersantes usados por British Petroleum (2,5 millones de litros del dispersante Corexit fueron vertidos durante el primer mes) no eran seguros para la fauna marina, ya que pueden bioacumularse en los tejidos de los organismos. El vertido del golfo de México afectó a más de 944 km de litoral. Los estados más afectados fueron Luisiana (540 km de litoral), Misisipi (180 km), Florida (114 km) y Alabama (110 km).
Un estudio publicado en Science concluye que la desaparición de la marea negra es más lenta de lo esperado, encontrándose bajo la superficie, lo que podría suponer un grave riesgo para la fauna marina.

## Estudios de los efectos en los marineros y trabajadores que participaron en la limpieza
En 2011, se inician estudios sobre los efectos en quienes limpiaron los restos de la fuga en el golfo de México. El gobierno de Estados Unidos, presidido en ese entonces por Barack Obama, utiliza como referente el trabajo científico hecho en España, en 2003, con los marineros que recogieron el chapapote provocado por el desastre del Prestige en las costas españolas para realizar un gran estudio sobre los efectos del crudo en la salud de marineros y otros trabajadores que participaron en las tareas de recogida y limpieza.